# Poszycie statku wodnego

Poszycie stykowe (karawelowe)

Poszycie zakładkowe (klinkierowe)

Poszycie – zewnętrzna, szczelna powłoka kadłuba jednostki pływającej, zapewniająca pływalność oraz nadająca jej ostateczny kształt. 

## Materiały poszycia
Istnieje wiele materiałów stosowanych do poszywania kadłubów jednostek pływających. Różnią się one strukturą, składem chemicznym oraz wytrzymałością mechaniczną. Główne z nich to:
- stal – wykorzystywana jest tzw. stal okrętowa (nazywana też spawalną lub uspokojoną) dwóch podstawowych rodzajów: stal zwykła i stal podwyższonej wytrzymałości. Stal stosowana do budowy kadłubów musi posiadać certyfikat nadzorującego budowę towarzystwa klasyfikacyjnego.
- lekkie stopy aluminium (np. hydronalium)
- laminaty – połączenie włókna szklanego, aramidowego bądź karbonizowanego z żywicami poliestrowymi, epoksydowymi lub winylowymi. Obecnie z laminatów wytwarzane jest 90% jachtów na świecie.
- technologie przekładkowe – w tym przypadku poszyciem kadłuba jest rdzeń oblaminowany obustronnie. Rdzeniem mogą być przeróżne pianki konstrukcyjne albo drewno (najczęściej są to lekkie i dość odporne gatunki drewna: cedr lub balsa).
- drewno – drewnem szkutniczym są trwałe i mocne gatunki (np. dąb, modrzew, sosna, mahoń). Drewno szkutnicze musi cechować się wilgotnością mniejszą niż 20% oraz brakiem sęków, pęknięć, zagrzybień, twardzicy, itp. Współcześnie elementy bardzo wygięte składa się z wielu kawałków lub klei z cienkich desek lub listew, jednak w przeszłości, przy braku odpowiedniej technologii łączenia, stosowano materiał naturalnie uformowany w pożądany kształt. Zdarzało się również, że rosnące drzewa formowano z myślą uzyskania odpowiednich do konstrukcji kadłuba krzywizn. Istnieje kilka technik konstruowania kadłubów drewnianych. 
  - konstrukcje sklejkowe – kadłuby wykonuje się ze sklejki szkutniczej lub (częściej) wodoodpornej. Niekiedy z zewnątrz dla wzmocnienia i uzyskania lepszej ochrony przed wodą kadłuby są oblaminowywane (zbrojenie i żywica).
  - konstrukcje tradycyjne – do tej grupy zaliczane jest poszycie karawelowe, klinkierowe, diagonalne oraz listewkowe.
  - konstrukcje kompozycyjne – poszycie stykowe oraz zestaw trzonowy wykonany z drewna. Elementy szkieletu kadłuba, takie jak wręgi, czy denniki są stalowe.
  - konstrukcje skorupowe – poszycie wykonane z grubych obłogów formowanych na kopycie.
- siatkobeton – kadłub wykonany jest z wielu warstw cienkich siatek przesączonych specjalnie przygotowanym betonem (odpowiedniej wielkości kruszywo, mało wody, zamiast niej plastyfikatory oraz wysoko wytrzymały cement).
- szkłocement – siatkobeton w połączeniu ze specjalnym zbrojeniem z włókien.

Do elementów poszycia można zaliczyć:
- poszycie denne
- poszycie burtowe
- poszycie pokładowe
- mocnica burtowa
- mocnica pokładowa
- obło

Istnieje wiele technik poszywania, znacznie różniące się między sobą w zależności od materiału konstrukcyjnego, wielkości jednostki oraz jej przeznaczenia.